# Steatoda palomara
Steatoda palomara là một loài nhện trong họ Theridiidae.
Loài này thuộc chi Steatoda. Steatoda palomara được Ralph Vary Chamberlin & Wilton Ivie miêu tả năm 1935.